# Salpichroa
Salpichroa es un género de plantas en la familia de las solanáceas con 31 especies que se distribuyen por los Andes y otras regiones de Sudamérica.

## Especies seleccionadas
- Salpichroa alata
- Salpichroa amoena
- Salpichroa breviflorum
- Salpichroa origanifolia

- Datos: Q3023646
- Multimedia: Salpichroa / Q3023646
- Especies: Salpichroa